# Volevčice (district de Most)
Pour les articles homonymes, voir Volevčice.
Volevčice (en allemand : Wolepschitz) est une commune du district de Most, dans la région d'Ústí nad Labem, en République tchèque. Sa population s'élevait à 119 habitants en 2021.

## Géographie
Volevčice se trouve à 9 km au sud-est du centre de Most, à 36 km au sud-ouest d'Ústí nad Labem et à 67 km au nord-ouest de Prague.
La commune est limitée par Bečov au nord et à l'est, par Břvany et Výškov au sud, et par Polerady à l'ouest.

## Histoire
La première mention écrite de la localité remonte à 1333.

## Économie
La centrale électrique de Počerady, à Volevčice, a été mise en service en plusieurs tranches à partir de 1971, puis modernisée. Exploitée par la société ČEZ, la centrale consomme 6,5 millions de tonnes de lignite par an pour une puissance de 1 000 MWe et une production annuelle d'environ 6 500 MWh d'électricité.

## Transports
Par la route, Volevčice se trouve à 13 km de Most, à 48 km d'Ústí nad Labem et à 83 km de Prague.